# Hard to Kill
Hard to kill (titulada Difícil de matar o Duro de matar en español) es una película de acción de 1990 dirigida por Bruce Malmuth y protagonizada por Steven Seagal, Kelly LeBrock, Frederick Coffin y William Sadler.
El filme cimentó a Seagal como héroe de acción de artes marciales gracias a las esotéricas y anacrónicas técnicas de aikido que adopta su personaje para enfrentar a sus enemigos. Por ejemplo, caminar de rodillas —que en la cultura seiza se emplea para desplazarse sin exponerse al fuego enemigo— tiene orígenes en una cultura de etiqueta (específica del Japón pre-Meiji) relacionada con tradiciones artísticas como la ceremonia del té y el ikebana).
El libro Angry white pajamas, de Robert Twigger, menciona la historia de un oficial de policía nipón con entrenamiento de aikido, que camina de rodillas en un modo similar durante un tiroteo.

## Argumento
En 1983, Mason Storm (Steven Seagal), detective de Los Ángeles, se encuentra investigando un trato criminal llevado a cabo en una escollera del puerto, del cual graba audio y video, observando que uno de los implicados es un político importante que está a punto de candidatearse a senador. Storm es descubierto pero logra escapar y, en camino a su casa, le informa a un compañero policía que tiene la grabación del encuentro y se la llevará para presentarla como evidencia. Sin embargo, los otros policías, Jack Axel (Charles Boswell) y Max Quintero (Branscombe Richmond), asociados al político corrupto, escuchan la conversación y llegan con un grupo comando a la casa de Storm, donde le disparan a él y a su esposa, aunque no pueden recuperar la grabación (la cual Storm escondió detrás de la pared de la cocina). El hijo de Storm logra escapar de la casa vivo.
Storm es llevado al hospital, donde es declarado vivo aunque en estado de coma. El teniente Kevin O'Malley (Frederick Coffin) llega al hospital y ordena a los médicos que Storm sea declarado públicamente muerto para que sus enemigos no vuelvan para intentar matarlo. Siete años más tarde, Storm despierta de su coma; una de las enfermeras que lo cuidaba, Andy Stewart (Kelly LeBrock), hace una llamada telefónica que es interceptada por uno de los policías corruptos. Axel en persona entra al hospital y haciéndose pasar como médico intenta encontrar a Storm y matarlo, pero este logra con dificultad escapar con ayuda de Andy, quien lo lleva a la casa vacía de una amiga en el campo. Ya que se encuentra físicamente muy debilitado Storm utiliza técnicas de acupuntura, meditación, entrenamiento físico y moxibustión para fortalecerse.
En esos días, Storm ve por televisión un spot publicitario del senador Vernon Trent (William Sadler), reconociéndolo como el político implicado en el trato del muelle por una frase que utiliza generalmente. Storm se contacta con O'Malley, ya retirado de la fuerza, quien lo visita y le lleva armas. Además le cuenta que su hijo Sonny (Zachary Rosencrantz) sigue vivo, habiendo sido cuidado por el propio O'Malley los últimos siete años y que va la escuela con otro apellido para estar fuera de peligro. Ya recuperado Storm se lanza contra Trent y sus hombres, a reencontrarse con su hijo y a recuperar la preciada grabación para entregarla a la prensa y así restaurar su vida y su buen nombre.

## Reparto
| Actor               | Personaje                       |
| ------------------- | ------------------------------- |
| Steven Seagal       | Detective Mason Storm           |
| Zachary Rosencrantz | Sonny Storm                     |
| Kelly LeBrock       | Enfermera Andrea 'Andy' Stewart |
| William Sadler      | Senador Vernon Trent            |
| Frederick Coffin    | Teniente Kevin O'Malley         |
| Andrew Bloch        | Capitán Dan Hulland             |
| Branscombe Richmond | Detective Max Quentero          |
| Charles Boswell     | Detective Jack Axel             |
| James DiStefano     | Detective Nolan                 |
| Dean Norris         | Sargento Goodhart               |
| Bonnie Burroughs    | Felicia Storm                   |
| Lou Beatty, Jr.     | Detective Carl Becker           |
| Robert LaSardo      | Punk                            |
| Ernie Lively        | Capitán de LAPD                 |
| Geoffrey Bara       | Sonny Storm a los 5 años        |
| Jerry Dunphy        | Él mismo                        |

## Recepción
La película se estrenó en Estados Unidos el 9 de febrero de 1990 y en España el 13 de julio de 1990. Con una recaudación cercana a los 50 millones de dólares solo en los Estados Unidos, la cinta se convirtió en todo un éxito y puso a Seagal entre las grandes estrellas del cine de acción de los 80.